# RTL Zwei
RTL Zwei es un canal de televisión abierta alemán, propiedad del Grupo RTL. Ofrece una programación dedicada a un público mucho más joven que RTL Televisión, con series de ciencia ficción y acción, anime y series de telerrealidad, entre ellas, la versión alemana de Gran Hermano.
RTL Zwei pertenece al Grupo RTL con 36% de las acciones, al que también pertenecen Bauer Verlagsgruppe (31'5%), Telemunchen junto con The Walt Disney Company (31%) y Hubert Burda Media (1,1%)

## Historia
El lanzamiento de RTL 2 estaba programado para el 26 de septiembre de 1992, con varias revistas de televisión promocionando su comienzo de emisiones. 

## Imagen corporativa
El canal ha tenido varias dificultades para afianzar su imagen en el público alemán, lo que se ha traducido en cambios de logotipo y programación. El actual es de 1999, y simboliza además de un 2 en números romanos, el símbolo de "pausa".

1993-1996
1996-1999
1999-2002
2002-2009
2009-2019
Desde 2019

## Audiencias
En la siguiente tabla se muestran los datos de cuota de mercado de RTL Zwei.
|      | Enero | Febrero | Marzo | Abril | Mayo | Junio | Julio | Agosto | Septiembre | Octubre | Noviembre | Diciembre | Media anual |
| ---- | ----- | ------- | ----- | ----- | ---- | ----- | ----- | ------ | ---------- | ------- | --------- | --------- | ----------- |
| 2005 | 4.4%  | 4.7%    | 4.4%  | 4.0%  | 4.4% | 4.3%  | 4.2%  | 4.0%   | 4.0%       | 4.3%    | 3.9%      | 3.7%      | 4.2%        |
| 2006 | 3.8%  | 3.6%    | 3.7%  | 3.9%  | 3.8% | 3.4%  | 3.9%  | 4.0%   | 3.8%       | 3.9%    | 3.9%      | 3.8%      | 3.8%        |
| 2007 | 3.4%  | 3.7%    | 3.7%  | 4.1%  | 4.0% | 4.1%  | 4.2%  | 4.1%   | 3.7%       | 3.8%    | 3.8%      | 3.9%      | 3.9%        |
| 2008 | 3.6%  | 3.9%    | 4.0%  | 4.1%  | 4.3% | 3.5%  | 4.1%  | 3.8%   | 3.8%       | 3.7%    | 3.6%      | 3.6%      | 3.8%        |
| 2009 | 3.7%  | 3.7%    | 3.9%  | 4.2%  | 4.1% | 4.3%  | 4.1%  | 4.0%   | 3.7%       | 4.0%    | 3.9%      | 4.0%      | 3.9%        |
| 2010 | 3.8%  | 3.8%    | 4.0%  | 4.0%  | 4.0% | 3.5%  | 3.9%  | 3.9%   | 3.7%       | 3.7%    | 3.7%      | 3.6%      | 3.8%        |
| 2011 | 3.4%  | 3.5%    | 3.4%  | 3.5%  | 3.6% | 3.7%  | 3.7%  | 3.7%   | 3.6%       | 3.7%    | 3.7%      | 3.8%      | 3.6%        |
| 2012 | 3.6%  | 3.7%    | 3.9%  | 3.8%  | 4.0% | 3.7%  | 4.3%  | 4.1%   | 4.1%       | 4.2%    | 4.5%      | 4.3%      | 4.0%        |
| 2013 | 3.9%  | 4.1%    | 4.1%  | 4.1%  | 4.3% | 4.1%  | 4.3%  | 4.4%   | 4.0%       | 4.2%    | 4.4%      | 4.3%      | 4.2%        |
| 2014 | 3.9%  | 3.8%    | 3.8%  | 4.1%  | 4.0% | 3.4%  | 3.6%  | 3.9%   | 3.9%       | 3.9%    | 4.0%      | 3.9%      | 3.9%        |
| 2015 | 3.6%  | 3.7%    | 4.0%  | 3.9%  | 3.8% | 3.7%  | 3.8%  | 3.5%   | 3.6%       | 3.5%    | 3.2%      | 3.3%      | 3.7%        |
| 2016 | 3.3%  | 3.6%    | 3.5%  | 3.7%  | 3.8% | 3.2%  | 3.4%  | 3.3%   | 3.5%       | 3.5%    | 3.5%      | 3.2%      | 3.5%        |
| 2017 | 3.1%  | 3.1%    | 3.2%  | 3.2%  | 3.2% | 3.2%  | 3.4%  | 3.1%   | 2.9%       |         |           |           |             |